# Thủy điện Trung Xuân
Thủy điện Trung Xuân là thủy điện xây dựng trên sông Lò ở vùng đất xã Trung Xuân huyện Quan Sơn tỉnh Thanh Hóa, Việt Nam.
Thủy điện Trung Xuân có công suất lắp máy 10,5 MW với 3 tổ máy, sản lượng điện hàng năm 40 triệu KWh, khởi công tháng 10/2017, hoàn thành tháng 09/2020.

## Sông Lò
Sông Lò là một phụ lưu cấp 1 của sông Mã, chảy từ tỉnh Huaphanh CHDCND Lào sang huyện Quan Sơn và Quan Hóa tỉnh Thanh Hóa.
Sông dài chừng 95 km, đoạn bên Lào dài 27 km, bên Việt Nam dài 58 km, lưu vực 487 km².
Sông bắt nguồn từ hợp lưu của nhiều suối ở vùng núi sát biên giới Việt - Lào, thuộc muang Viengxay tỉnh Huaphanh, CHDCND Lào, có tên là Nam Mo (Nậm Mò). 20°10′27″B 104°39′05″Đ / 20,174207°B 104,651356°Đ.
Sông chảy vào Việt Nam 20°08′51″B 104°51′18″Đ / 20,147374°B 104,855023°Đ ở xã Tam Thanh huyện Quan Sơn tỉnh Thanh Hóa, chảy quanh co về hướng đông bắc. Sông chảy qua thị trấn Sơn Lư đến thị trấn Hồi Xuân thì đổ vào sông Mã.
Tại huyện Quan Sơn một đoạn dài Quốc lộ 217 được mở theo thung lũng sông Lò. Tình trạng phá rừng đầu nguồn làm cho sông tuy ngắn nhưng đã có lũ lớn làm sạt lở bờ sông .